# Estación Consuelo
Estación Consuelo es una localidad del estado mexicano de Chihuahua. Es parte del municipio de Meoqui.

## Demografía
| Gráfica de evolución demográfica |
|                                  |

| Censo | Población |
| ----- | --------- |
| 1950  | 370       |
| 1960  | 1 914     |
| 1970  | 1 233     |
| 1980  | 2 022     |
| 1990  | 1 866     |
| 2000  | 1 934     |
| 2010  | 1 981     |
| 2020  | 2 051     |